# Arthur Posnansky
Pour les articles homonymes, voir Posnansky.
 Arthur Posnansky (1873-1946), souvent appelé « Arturo », est un ingénieur austro-hongrois, explorateur, navigateur, entrepreneur, membre du conseil municipal de La Paz et archéologue amateur.

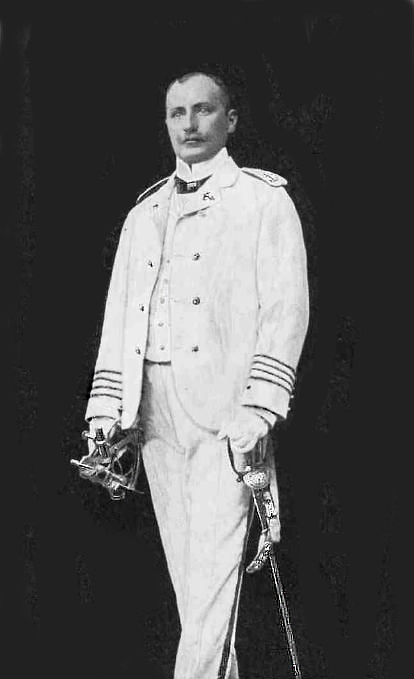
Photographie d'Arthur Posnansky de Campaña del Acre : la lancha "Iris" ; aventures et pérégrinations.

De son vivant, Posnansky est connu comme un écrivain et chercheur prolifique ainsi pour sa participation active à la défense et au développement de la Bolivie. Il est surtout connu pour ses livres, notamment Tihuanacu, le berceau de l'homme américain, Campana de Acre, La Lancha "Iris", Die Osterinsel und ihre praehistorischen Monumente et Razas y Monumentos Prehistóricos del Altiplano Andino. Beaucoup, sinon la plupart, de ses théories sont rejetées par les chercheurs modernes.

## Biographie
Arthur Posnansky naît le 13 avril 1873 à Vienne, alors en Autriche-Hongrie. Il aide son père dans son entreprise de fabrication de produits chimiques. Son intérêt pour les études cognitives prend fin lorsque son père meurt subitement. Après la mort de son père, Arthur Posnansky étudie à l'Académie impériale et royale de Pola (aujourd'hui Pula) pour le poste d'ingénieur militaire naval dans la marine austro-hongroise. Au cours de son séjour à l'Académie impériale et royale de Pola, il effectue plusieurs voyages de formation intensifs, notamment vers l'île de Pâques dans l'océan Pacifique Sud, dans le cadre de sa formation à bord. Pendant son séjour sur l'île de Pâques, il fait des observations ethnologiques qu'il publie plus tard sous le titre Die Osterinsel und ihre praehistorischen Monumente. Arthur Posnansky est diplômé de l'Académie impériale et royale de Pola à l'âge de 18 ans.

## Vie au Brésil
À l'âge de 23 ans, en 1896, Arthur Posnansky émigre en Amérique du Sud. Au début, il participa à diverses expéditions qui explorèrent le cours supérieur du fleuve Amazone. Au cours de ces expéditions, il devint un navigateur expérimenté de cette rivière et de ses affluents. Il a utilisé son expertise pour devenir directeur d'une société de navigation fluviale, appelée La Empresa de Navegacao dos rios Purus e Acre. En tant que capitaine et propriétaire de l' Iris, un vapeur à faible tirant d'eau et forceur de blocus, Arthur Posnansky sauve les survivants de la garnison d'Acre pendant la campagne d'Acre au Brésil. Cette campagne militaire impliquait un différend entre la Bolivie et le Brésil sur 191 000 km2 (73 745,5 mi2) de territoire sur la Río Acre. Après avoir été blessé et capturé par les forces brésiliennes, il s'échappe et se réfugie en Europe. En raison de sa loyauté et de son soutien à la Bolivie dans ce conflit, il perd tous ses biens au Brésil. Ses exploits pendant la campagne d'Acre (1900-1901) sont détaillés dans son livre Campaña del Acre: la lancha "Iris"; aventuras y peregrinaciones.

## Vie en Bolivie
Après s'être réfugié en Europe, Posnansky s'est rendu en Bolivie pour obtenir une compensation pour ses services rendus à ce pays. Après avoir constaté qu’aucune récompense substantielle n’était possible en raison de la faillite du Trésor bolivien, il se consacre à la création d’entreprises privées impliquées dans l’exploitation minière et le commerce international. Au fil du temps, il devient un entrepreneur prospère. À cette époque, Posnansky introduisit la première voiture en Bolivie. Posnansky meurt à La Paz, en Bolivie en 1946.
Alors que ses entreprises commerciales prospéraient, le gouvernement bolivien a reconnu le service de Posnansky pendant la campagne d'Acre. Pour ses sacrifices en faveur du gouvernement bolivien, celui-ci lui a d'abord accordé le titre honorifique de Benemerito de la Patria (Digne de la Nation ) et la pleine citoyenneté bolivienne. Plus tard, elle lui décerne deux médailles d'or, l'une en 1901, l'autre en 1903. En 1905, il continue son service gouvernemental lorsqu'il est élu au conseil municipal de La Paz.

## Recherches

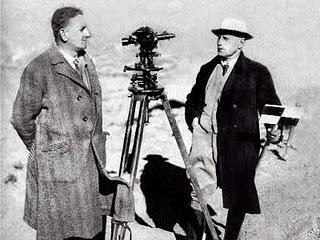
Arthur Posnansky avec l'archéologue américain Wendell Bennett.

Après s'être établi en Bolivie, Arthur Posnansky voyage à plusieurs reprises dans les hautes terres de la Bolivie et du Pérou pour trouver, décrire et étudier des sites archéologiques incas et préincas. Il était particulièrement intéressé par ceux trouvés le long de la côte et sur les îles du lac Titicaca. Les résultats de ces recherches ont été publiés dans des livres tels que The Islands of Titicaca and Koati et Rasas y monumentos prehistoricos del Altiplano Andino. Pour cette enquête, le Sénat bolivien lui a décerné une médaille d'or en 1905 ; il  est devenu ensuite directeur du Musée national. Il a également écrit des livres d'auteur, y compris Os India Paumaris e Ipurinas no rio Purus (1898) et Mapa del rio Acre (7 volumes, 1897), sur la géographie et l'ethnologie sud-américaine. Il a également donné des conférences sur des thèmes archéologiques à Berlin, Frankfort, Nuremberg et Treptow, en Allemagne. En reconnaissance de ses réalisations, le gouvernement allemand lui a conféré un titre honoraire de professeur en 1914.
Dans les années 1940, Posnansky étudie le site de Tiwanaku (en espagnol : Tiahuanaco ou Tiahuanacu), suggérant que la ville a été construite pendant la période glaciaire, avant le grand déluge. Il est arrivé à ces conclusions parce qu'il y a trouvé des squelettes humains très proches des restes de poissons et des fossiles de plantes aquatiques qui poussent normalement dans les profondeurs du lac.
Le dernier et le plus important livre de Posnansky, Tihuanacu, the Cradle of American Man,, a été publié en 1945 (volumes I et II) et en 1957 (volumes III et IV). Dans cet article, Arthur Posnansky soutient que Tiwanaku a été construit vers 15 000 av. J.-C. par des peuples américains, mais pas par les ancêtres de ceux qui vivaient alors dans la région, les Aymara. Arthur Posnansky considérait également Tiwanaku comme le point d'origine de la civilisation à travers les Amériques, y compris les Incas, les Mayas et d'autres. Depuis la publication de l'ouvrage, ces idées ont été contestées par des recherches archéologiques ultérieures,,,. Cependant, les photographies, les descriptions détaillées des structures et des inscriptions, les cartes méticuleusement préparées et les nombreuses photographies trouvées dans cet ouvrage constituent un témoignage historique extrêmement précieux du site. Les idées de Posnansky selon lesquelles Tiwanaku était une ville à part entière avec une grande population permanente, plutôt qu'un simple centre cérémoniel occupé de façon saisonnière, et son abandon étant le résultat d'un changement climatique préhistorique sont largement acceptées en principe. Ce livre et ses efforts personnels ont également contribué de manière significative à la préservation éventuelle du site à une époque où il était gravement endommagé par la négligence, l'extraction de pierres et le pillage.